# 卡瓦尼亚斯省
卡瓦尼亞斯省（西班牙語：Cabañas）是薩爾瓦多十四個省之一，位於該國東北部，北、東界全國最大河流倫帕河，東北為宏都拉斯。面積1,104平方公里，人口214,150人（2006年）。首府森孫特佩克。
1873年建省，下分九個自治市。省名来自于洪都拉斯总统何塞·特立尼达·卡瓦尼亚斯。